# جاستین دیلی
جاستین دیلی (انگلیسی: Justin Deeley؛ زادهٔ ۱ فوریهٔ ۱۹۸۶) یک هنرپیشه اهل ایالات متحده آمریکا است. وی از سال ۱۹۹۹ میلادی تاکنون مشغول فعالیت بوده‌است.